# El Nance
El Nance är en ort i Mexiko.   Den ligger i kommunen Altamirano och delstaten Chiapas, i den sydöstra delen av landet, 800 km öster om huvudstaden Mexico City. El Nance ligger 1 282 meter över havet och antalet invånare är 264.
Terrängen runt El Nance är huvudsakligen kuperad, men den allra närmaste omgivningen är platt. El Nance ligger nere i en dal. Runt El Nance är det ganska glesbefolkat, med 30 invånare per kvadratkilometer. Närmaste större samhälle är Morelia, 11,8 km norr om El Nance. I omgivningarna runt El Nance växer i huvudsak städsegrön lövskog.